# ديجي سكول
DigiSchool هي شركة فرنسية تعمل في مجال التعليم والتوجيه.

## تاريخها
أنشأ تييري ديبارنوت وأنتوني كونتز digiSchool في عام 2011 في ليون,.
وتقوم الشركة بتطوير حوالي خمسة عشر تطبيقًا وحوالي عشرين موقعًا في عدة مجالات تعليمية « من الشهادة الجامعية إلى رمز الطريق السريع، بما في ذلك شهادات البكالوريا المختلفة واختبارات اللغة الإنجليزية مثل TOEIC » ويقيم نشاطًا عادلاً في مجال التوجيه  مستفيدًا من الصعوبات المحتملة أو القلق لدى العائلات.
في عام 2016، جمعت الشركة 14 مليون يورو للتوسع في بريطانيا العظمى واسبانيا.
1. 1 2 3  مذكور في: SIRENE. آخر تحديث: 2 يوليو 2022. لغة العمل أو لغة الاسم: الفرنسية.
2. 1 2 3  "كرونشباس" (بالإنجليزية).
3. ↑  Kira Mitrofanoff (15/3/2018). "Le jeu video a maintenant sa business school". Challenges. مؤرشف من الأصل في 2023-10-04. {{استشهاد بدورية محكمة}}: تحقق من التاريخ في: |تاريخ= (مساعدة)
4. 1 2  Léa Delpont (23/11/2018). "Comment digiSchool se développe dans les arcanes de la formation". Les Echos. مؤرشف من الأصل في 2023-05-29. {{استشهاد بدورية محكمة}}: تحقق من التاريخ في: |تاريخ= (مساعدة)
5. ↑  Kira Mitrofanoff (20/10/2016). "digiSchool lance une bourse d'un million d'euros". Challenges. مؤرشف من الأصل في 2023-10-04. {{استشهاد بدورية محكمة}}: تحقق من التاريخ في: |تاريخ= (مساعدة)

في عام 2018، قامت digiSchool بتعيين ماري كارولين ميسير, ، كمديرة للتطوير، والتي تم تعيينها في فبراير 2020 على رأس الشبكة العامة Canopé من قبل الوزير جان ميشيل بلانكر في سياق القيود الكبيرة على الشبكة. الوظائف,.
تعد صحيفة لوموند اليومية شريكًا لـ digiSchool,.

## التمويل
الممولون الأوائل لـ digiSchool هم Creadev، الشركة الاستثمارية التابعة لعائلة Mulliez ( Auchan )، وSEPFI (الشركة الاستثمارية القابضة لعائلة La Villeguerin)  ، و Bpifrance,.
حققت الشركة مبيعات بقيمة 5 مليون اورو في عام 2015، وبلغ عدد مستخدميها 8 مليون في عام 2015. ووفقا لمجلة التحديات ، فهو « منجم حقيقي لأن digiSchool يتم الدفع له من خلال الإعلانات الموجهة لهؤلاء الشباب الذين أكملوا ملفهم الشخصي قبل الوصول إلى المحتوى التعليمي المتنوع المتاح لهم. الهوية، والعمر، والعنوان، ومستوى الدراسة... الكثير من المعلومات التي تهم المدارس ولكن أيضًا البنوك أو شركات التأمين ».
إلا أنها ظلت تعاني من العجز في عامي 2016 و2017,. وتقدر ليا ديلبونت في نوفمبر 2018 أن إيرادات الشركة لا تزال قائمة « تعتمد بشكل كبير على الشراكات مع معاهد التعليم العالي ».
في 7 فبراير 2020، أعلن Educapital (صندوق استثماري متخصص في قطاع تكنولوجيا التعليم) عن استثمار في digiSchool لتمويل تطوير البطاقة الرقمية التعليمية.

## المذكرات و المراجع
1. ↑  "Digischool annonce un "tournant stratégique" et le recrutement de M-C Missir". ToutEduc. 4/9/2018. مؤرشف من الأصل في 2023-12-07. اطلع عليه بتاريخ 2020-02-28. {{استشهاد ويب}}: تحقق من التاريخ في: |تاريخ= (مساعدة).
2. ↑  Thierry Wocjiak (11/9/2018). "Digischool : Marie-Caroline Missir nommée directrice du développement". CB News. مؤرشف من الأصل في 2023-12-02. اطلع عليه بتاريخ 2020-02-28. {{استشهاد ويب}}: تحقق من التاريخ في: |تاريخ= (مساعدة).
3. ↑  fjarraud (27/2/2020). "Canopé : "Transformation et non déclin" pour JM BLanquer". cafepedagogique.net. مؤرشف من الأصل في 2020-03-05. اطلع عليه بتاريخ 2020-02-28. {{استشهاد ويب}}: تحقق من التاريخ في: |تاريخ= (مساعدة).
4. ↑  "Jean-Michel Blanquer : "Faire de Poitiers la capitale de l'éducation"". La nouvelle République. 21/2/2020. مؤرشف من الأصل في 2023-06-21. {{استشهاد بدورية محكمة}}: تحقق من التاريخ في: |تاريخ= (مساعدة)
5. ↑  "Brevet des collèges 2016 : les corrigés de l'épreuve de français". Le Monde.fr (بالفرنسية). 23 Jun 2016. Archived from the original on 2020-02-28. Retrieved 2020-02-28.
6. ↑  "Bac 2014 : les sujets et les corrigés de philosophie". Le Monde.fr (بالفرنسية). 16 Jun 2014. Archived from the original on 2014-07-04. Retrieved 2020-02-28.
7. ↑  Marina Alcaraz (21/6/2018). "La Revue fiduciaire mise sur les start-up". Les Echos. مؤرشف من الأصل في 2022-10-03. {{استشهاد بدورية محكمة}}: تحقق من التاريخ في: |تاريخ= (مساعدة)
8. 1 2  Bembaron, Elsa (11 Feb 2016). "digiSchool lève 14 millions d'euros pour faire réviser les étudiants européens". Le Figaro.fr (بالفرنسية). Archived from the original on 2020-02-28. Retrieved 2020-02-28..
9. ↑  Kira Mitrofanoff (24/8/2019). "Ces empires qui se sont créés dans l'éducation privée". Challenges. مؤرشف من الأصل في 2023-11-30. {{استشهاد بدورية محكمة}}: تحقق من التاريخ في: |تاريخ= (مساعدة)
10. 1 2
11. ↑  Guiton, Amaelle; Quentel, Amélie (19 Jun 2016). "Les lycéens dépassent le stade annales". Libération.fr (بالفرنسية). Archived from the original on 2023-06-08. Retrieved 2020-02-28..
12. ↑  Olivia Vignaud. "Le fonds a également pris des parts dans Digischool". magazine-decideurs.com (بالفرنسية). Archived from the original on 2022-08-11. Retrieved 2022-03-15..

## روابط خارجية
- الموقع الرسمي